# 保罗·埃尔夫斯特伦
保罗·贝尔特·埃尔夫斯特伦（丹麥語：Paul Bert Elvstrøm，1928年2月25日—2016年12月7日），丹麦帆船运动员。曾八次参加奥林匹克运动会，前后相隔四十年。1948年至1960年间，连续四次赢得单人艇项目的奥运金牌，成为奥运史上第一位个人项目四连冠的选手。十三次赢得八个不同级别的世界锦标赛冠军，是史上唯一在五个以上级别获得世锦赛冠军的选手。其技术革新对帆船运动有着划时代的意义，在设备制造、规则讲解方面也贡献良多。被评为“20世纪丹麦最佳运动员”。是首批入选国际帆船联合会名人堂的六位成员之一。

## 生平
1928年2月25日，保罗·埃尔夫斯特伦出生于丹麦首都哥本哈根北郊的沿海小镇海勒鲁普（今属首都大区根措夫特市鎮），家门口就是厄勒海峡。父亲是一位船长，早逝。母亲独力抚养子女成人。他有两个哥哥和一个妹妹，其中一个哥哥五岁时坠海身亡。:22
埃尔夫斯特伦患有失讀症，无法读写，但在运动方面表现优异。他十一岁时开始参加帆船俱乐部，很快展现出超人的天赋。1948年的二战后第一届奥运会，他在单人艇萤火虫级比赛的第一轮中未能完赛，此后渐入佳境，最后两轮均获第一，反超夺冠。1952年奥运会，单人艇比赛改为芬兰人级，他再次摘得金牌，仅凭前四轮的积分就足以在总共七轮的比赛中夺冠。1956年奥运会，他在七轮比赛中五轮第一，夺得第三枚奥运金牌。1960年奥运会，他提前一轮夺冠，成为首位连续四届奥运会夺得同一项目金牌的选手。:22-25
在不断胜利的同时，埃尔夫斯特伦的身心也日渐疲惫，1960年奥运会的最后一轮直接选择弃赛。之后几年中，他只偶尔作为他人的船员参赛。直到1964年奥运会，他在看台上观战的时候，重新找到了对帆船竞技的兴趣。1966年，他强势回归，一举夺得两个级别的世锦赛金牌和一个级别的银牌。但在1972年奥运会上，他又一次爆发心理问题，中途弃赛，此后再次淡出帆船竞技。
1983年，他跟女儿特里娜·埃尔夫斯特伦搭档，参加托纳多级比赛，出乎预料地赢得欧洲冠军。次年，两人参加洛杉矶奥运会，成为奥运史上第一对父女组合，特里娜也是当届该项目唯一的女选手。两人最终获得第4名，与奖牌失之交臂。次年，两人在世锦赛上获得铜牌，此时距离他第一次登上世锦赛领奖台已经29年。1988年，他再次跟特里娜一起参加奥运会，名列第15。这是他第八次参加奥运会，与第一次相距40年。
跟同时代的奥运选手一样，埃尔夫斯特伦是业余运动员。他的主业是经营一家房屋建造公司。1952年奥运会后，他在部队服兵役18个月。退役后，他继续经营之前的建筑公司，又在1954年创办埃尔夫斯特伦帆船公司，在自家房屋里跟朋友们一起制造帆船，逐渐发展为知名品牌，直到1976年将多数股权出售给汉斯·福格和亨宁·奥尔森（Henning Olsen）。:52
埃尔夫斯特伦是熟练运用压舷技术和开展针对性体能训练方面的先驱，为帆船竞技发展为真正意义上的现代体力运动奠定了基础。他制作了第一款专为帆船运动员设计的救生衣，所发明的自动排水器至今仍被广泛运用。他第一个制作和操作有吊索的单人小艇。他撰写的《埃尔夫斯特伦解读帆船竞速规则》（Elvstrøm Explains the Racing Rules）是通俗易懂的规则参考书，被誉为帆船运动员的圣经。
埃尔夫斯特伦与妻子安妮（Anne）生有四个女儿：皮娅（Pia）、斯蒂娜（Stine） 、吉特（Gitte）、特里娜。他晚年罹患。2016年12月7日，在海勒鲁普家中去世。

### 荣誉
- 奥林匹克铜质勋章（1982年）[11]
- 丹麦国旗骑士勋章（1985年）[12]
- 国际帆船联合会贝佩·克罗切杯（1990年）[13]
- 丹麦体育名人堂（丹麥語：Hall of Fame (DIF)）首批成员（1992年）[1]
- 丹麦体育联合会“20世纪丹麦最伟大运动员”（1996年）[1]
- 国际帆船联合会名人堂（英语：ISAF Sailing Hall of Fame）首批成员（2007年）[2]

### 大赛成绩
| 年份 | 比赛                       | 地点             | 级别         | 赛制 | 排名 | 来源   |
| ---- | -------------------------- | ---------------- | ------------ | ---- | ---- | ------ |
| 1948 | 奥林匹克运动会             | 英国托基         | 萤火虫级     | 单人 |      | [ 14 ] |
| 1952 | 奥林匹克运动会             | 芬兰赫尔辛基     | 芬兰人级     | 单人 |      | [ 14 ] |
| 1956 | 芬兰人级帆船金盃赛         | 英国伯纳姆       | 芬兰人级     | 单人 |      | [ 14 ] |
| 1956 | 奥林匹克运动会             | 墨尔本           | 芬兰人级     | 单人 |      | [ 14 ] |
| 1957 | 世界星级帆船锦标赛         | 古巴哈瓦那       | 星级         | 双人 |      | [ 15 ] |
| 1957 | 世界505级帆船锦标赛        | 法國拉博勒       | 505级        | 双人 |      | [ 14 ] |
| 1958 | 世界505级帆船锦标赛        | 法國拉博勒       | 505级        | 双人 |      | [ 14 ] |
| 1958 | 芬兰人级帆船金盃赛         | 比利时泽布吕赫   | 芬兰人级     | 单人 |      | [ 14 ] |
| 1959 | 芬兰人级帆船金盃赛         | 丹麦哥本哈根     | 芬兰人级     | 单人 |      | [ 14 ] |
| 1959 | 世界斯奈普级帆船锦标赛     | 巴西阿雷格里港   | 斯奈普级     | 双人 |      | [ 14 ] |
| 1960 | 奥林匹克运动会             | 義大利那不勒斯   | 芬兰人级     | 单人 |      | [ 14 ] |
| 1961 | 世界5.5公尺级帆船锦标赛    | 芬兰赫尔辛基     | 5.5公尺级    | 三人 |      | :198   |
| 1962 | 世界飞翔荷兰人级帆船锦标赛 | 美国聖彼得堡     | 飞翔荷兰人级 | 双人 |      | [ 14 ] |
| 1966 | 世界505级帆船锦标赛        | 阿德莱德         | 505级        | 双人 |      | [ 17 ] |
| 1966 | 世界5.5公尺级帆船锦标赛    | 丹麦哥本哈根     | 5.5公尺级    | 三人 |      | [ 14 ] |
| 1966 | 世界星级帆船锦标赛         | 西德基尔         | 星级         | 双人 |      | [ 14 ] |
| 1967 | 世界星级帆船锦标赛         | 丹麦哥本哈根     | 星级         | 双人 |      | [ 14 ] |
| 1968 | 奥林匹克运动会             | 墨西哥阿卡普尔科 | 星级         | 双人 | 4    | [ 14 ] |
| 1969 | 世界索林级帆船锦标赛       | 丹麦哥本哈根     | 索林级       | 三人 |      | [ 14 ] |
| 1969 | 芬兰人级帆船金盃赛         | 百慕大汉密尔顿   | 芬兰人级     | 单人 | 12   | [ 14 ] |
| 1971 | 世界索林级帆船锦标赛       | 美国纽约         | 索林级       | 三人 |      | [ 18 ] |
| 1972 | 半公吨级帆船盃             | 瑞典馬斯特蘭德   | 半公吨级     | 离岸 |      | [ 19 ] |
| 1972 | 奥林匹克运动会             | 西德基尔         | 索林级       | 三人 | 13   | [ 14 ] |
| 1974 | 世界索林级帆船锦标赛       | 悉尼             | 索林级       | 三人 |      | [ 14 ] |
| 1981 | 半公吨级帆船盃             | 英国普爾         | 半公吨级     | 离岸 |      | [ 20 ] |
| 1983 | 世界505级帆船锦标赛        | 阿德莱德         | 505级        | 双人 | 19   | [ 17 ] |
| 1984 | 奥林匹克运动会             | 美国长滩         | 托纳多级     | 双人 | 4    | [ 14 ] |
| 1985 | 世界托纳多级帆船锦标赛     | 西德特拉沃明德   | 托纳多级     | 双人 |      | [ 14 ] |
| 1985 | 世界505级帆船锦标赛        | 日本江之島       | 505级        | 双人 | 12   | [ 14 ] |
| 1988 | 奥林匹克运动会             | 釜山             | 托纳多级     | 双人 | 15   | [ 14 ] |